# عبير عيسى
عبير عيسى (25 أبريل 1961  -)، ممثلة أردنية.

## حياتها
ولدت في مدينة عمان لأب أردني من أصول سريانيَّة،(منطقة ماردين). وأم فلسطينية لديها أربعة أخوات وأخ واحد، تعرض والدها لنكسة صحية واضطرت للعمل لإعانة عائلتها وهي في سن السادسة عشرة تدربت على الطباعة وعملت في مكتب إنتاج فني

## مشوارها المهني
بدأت مسيرتها الفنية في عام 1977 بعدما عرض عليها مدير المؤسسة للإذاعة والتلفزيون دور البطولة في إحدى المسلسلات التي صورت في اليونان مع الرحابنة ثم بطولة مسلسل وعاد الحب عام 1987
قدمت العديد من الأعمال في المسرح السينما والدبلجة، شهرتها جاءت بعد مشاركتها في مسلسل حارة أبو عواد بشخصية «نجاح» وشخصية الآنسة وردة في مسلسل العلم نور
إضافة لمشاركتها في الأعمال البدوية، شاركت بالعديد من الأعمال في الخليج ومصر، هي عضو في فرقة خشب المسرحية. في عام 2019 عينت رئيسا للجنة العليا في مهرجان صيف الزرقاء المسرحي العربي. ً

### حياتها الأسرية
تزوجت مبكرا ولم يستمر زواجها سوى أحد عشر عاماً، وانجبت ابنتها الوحيدة "منية" بعد معاناتها في الإنجاب ثمانية سنوات وبعد زواج ابنتها عام 2014 تزوجت عبير مرة ثانية.

## أعمالها

### في التلفزيون
- (2025): حكاية لونا
- (2024): حرائر البادية
- (2024): قلوب من ماء
- (2023): هام وشاهة
- (2023): أكباد المهاجرة
- (2022):المشراف
- (2022):ثمن الجديلة
- (2022): ذياب هباب الريح
- (2022):نشميات من البادية
- (2021): كرم العلالي
- (2021): لعبة الإنتقام
- (2021): بلاقي عندك شغل
- (2021): جلمود الصحارى
- (2020): الخوابي
- (2019): درب الشهامة
- (2019): صبر العذوب
- (2018): شيء من الماضي
- (2018): لعنة كارما
- (2018): نوف
- (2017): العقاب والعفراء
- (2017): ضوء أسود
- (2016): المحتالة
- (2016): العزيمة
- (2015): وعد الغريب
- (2016): الدمعة الحمراء
- (2015): حنايا الغيث
- (2015): صيته وصنيهيت
- (2014): رعود المزن
- (2014): أبناء القلعة
- (2014): أخوة الدم
- (2013): خيبر
- (2013): توم الغرة
- (2012): أوراق الحب 2
- (2012): توأم روحي
- (2012): خوات دنيا
- (2011): بوابة القدس
- (2011): عطر النار
- (2011): عائلة أبو حرب
- (2011): وين ماطقها عوجة
- (2011): بيارق العربا
- (2010): وعد لزام
- (2010): أوراق الحب
- (2010): سقوط الخلافة
- (2010): النهر الحزين
- (2010): صهيل الأصايل
- (2010): المرقاب
- (2010): راعي الصيت
- (2009): راعية الوضحا
- (2009): ورق الورد
- (2009): مخاوي الذيب
- (2009): قبائل الشرق
- (2009): بلقيس ملكة سبأ
- (2008): الكابوس[10]
- (2008): نيران البوادي
- (2008): نساء من البادية
- (2008): يوميات أبو عواد ج4
- (2008): القدس أولى القبلتين
- (2008): الرحيل
- (2008): أبو جعفر المنصور
- (2008): سعدون العواجي
- (2007): نمر بن عدوان
- (2007): لحظة ضعف
- (2007): خلف كلمة شرف
- (2006): طاش ما طاش
- (2006): أبناء الرشيد
- (2006): رأس غليص(الجزء الأول)
- (2005): صحوة زمن
- (2005): دولاب الزمن
- (2005): لوحة حب
- (2005): الحور العين
- (2004): حكايات بابا فرحان
- (2004): خارطة أم راكان
- (2004): الطوفان
- (2004): الليل الأبيض
- (2003): خط النهاية
- (2003): نقطة وسطر جديد
- (2002): الوصية
- (2002): وينك يا درب الغنيمة
- (2002): مرزوق المحظوظ
- (2002): بقايا رماد
- (2000): جرح الغزالة
- (2000):لو كنت القاضي
- (1999): جحا وأصدقائه
- (1999): خيوط في الظلام
- (1998): خطوات نحو المستحيل
- (1998): عرس الصقر
- (1997): لو كنت القاضي[11]
- (1992): الرمضاء
- (1991): الحطب والنار
- (1990): ذيب النشامى (النشمي)
- (1990): أصايل
- (1990): الفرح المنسي
- (1990): الريحانية
- (1990): النار والهشيم
- (1989): حارة أبو عواد ج2
- (1988): الأعمى والبصير
- (1988): أحلام ملونة
- (1988): خطوات نحو المستحيل
- (1988): المعصرة
- (1988): تاوتاو
- (1987): Fountains:
- (1987): الثغرة
- (1987): المناهل
- (1987): آخر المطاف
- (1987): الغريبان
- (1987): ويبقى الأمل
- (1986): راعي الأوله
- (1986): Chibi Maruko-chan
- (1985): الشقيقان
- (1985): قلوب لاتحتمل الحب
- (1984): الزيارة
- (1984): العلم نور
- (1983): جبل الصوان
- (1982): قريه بلا سقوف
- (1982): طرفة بن العبد
- (1982): أمي الحبيبة
- (1982): صخور لا تلهث
- (1981): محاكمة ابن المقفع
- (1981): حدث في المعمورة
- (1981): حارة أبو عواد ج1
- (1980): تل الفخار
- (1978): وعاد ا لحب
- المفاجأة
- غيوم بلا مطر
- أيام قراقوش
- زهرة
- السيف والصحراء
- قلوب وأبناء
- نهاية صيف:(ضيفة العمل)
- بين الوديان
- مثايل:(سهرة تليفزيونية)
- أوهام سالم:(سهرة تليفزيونية)
- شروق:(سهرة تلفزيونية)
- النار والهشيم
- الليل والشموع
- السيف الذهبي
- جرحك ياذيب
- النوف والسهم
- السياط
- إلا زوجتي

### في المسرح
- (2018): هامليت بعد حين
- (2011): الآن فهمتكم
- (1989): البلاد طلبت أهلها
- (1979): حفلة على غفلة
- اختيار حواء
- أنا جفرا فلسطين.
- عريس بنت السلطان

### في السينما
- (2009): بوابة الجنة:
- (2005): الرغبة في السقوط
- (1982): المسعور
- صهيل الأصايل

### تقديم البرامج
- (1982): كنوز وحكايات

## في الدوبلاج

### المسلسلات اللاتينية
- قامت بدور البطولة في المسلسل الأرجنتيني: مانويلا
- روابط الحب: ماريا فرناندا
- ايديرا: ايديرا
- ماريا اميليا: جولاندا دي اغيري
- اللؤلؤة السوداء: بيرلا
- روزاليندا: فيدرا

### في الكرتون
- (1993): مغامرات سنبل.
- (1983): السيدة ملعقة.
- ماروكو الصغيرة - دور الأم.

## روابط خارجية
- عبير عيسى على موقع IMDb (الإنجليزية)
- عبير عيسى على موقع قاعدة بيانات الأفلام العربية